# Micrologement

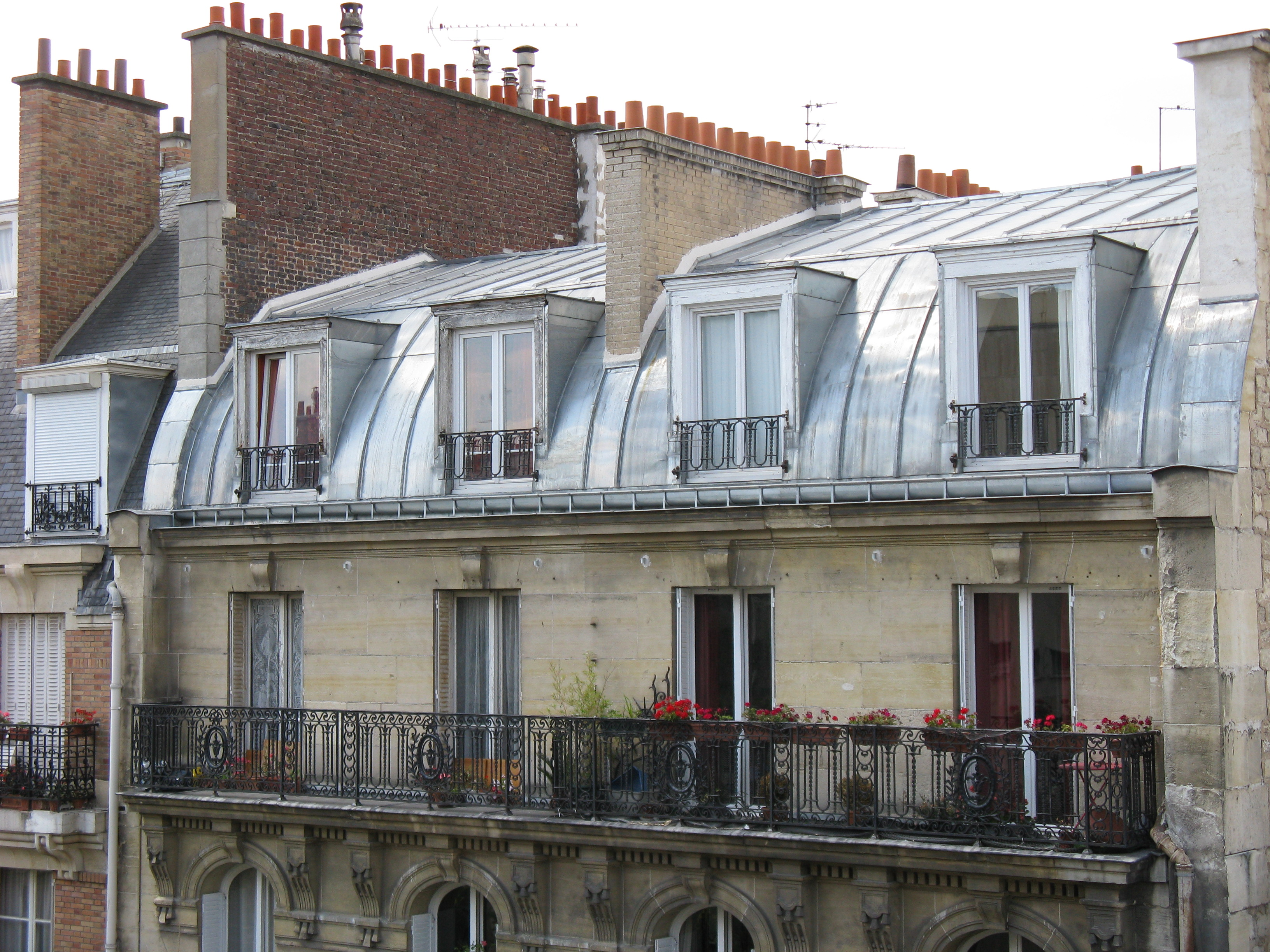
Chambres de bonnes à Paris.

Un micrologement (ou micro-logement) est un logement d'une superficie considérée comme « petite ». Cette notion de grandeur est différente suivant les pays.

## France
Les micro-logements en France sont des logements dont la surface au sol est inférieure à 14 m2. Une taxe spéciale appelée taxe Apparu a existé entre le 1er janvier 2012 et le 31 décembre 2019 pour les micrologements dont le loyer est élevé. 
Louer un bien de moins de 9 m2 au sol est illégal et considéré comme indigne (le volume doit également être égal ou supérieur à 20 m3). Néanmoins de nombreux logements de moins de 9 m2 continuent d'être loués notamment à Paris où le prix au mètre carré est relativement élevé.

## Chine
À Hong Kong, des gens vivent dans des maisons-cages.